# Ubisoft Connect
Ubisoft Connect是由育碧研发的一款集数字发行、数字版权管理、多人电子游戏和通信服务的客户端。原名Uplay，2020年10月29日，育碧將Uplay和Ubisoft Club的功能合併並更改為現名。同时，Ubisoft Connect向玩家提供了诸多游戏公司所采用的成就收集系统。该系统也是跨平台制的（PC、PlayStation 4、Xbox、Wii U、PlayStation 3、Xbox 360、Facebook、iOS、Android、Windows Phone）。Wii U平台的Uplay程序于2012年12月1日在任天堂eShop上发行。Ubisoft Connect往往只支持育碧公司自主开发的游戏，尽管有些第三方开发商的游戏仍在育碧商城中贩卖，但Ubisoft Connect并不支持这些游戏。2025年4月8日，Ubisoft Connect的安卓和iOS端無法下載，5月8日起手機應用被關閉。

## 特性
2009年发售《刺客信条II》之际，育碧推出了Uplay服务，并允许其在游戏内激活运行。Uplay所支持的游戏里，玩家们可以互相联系，并根据成就来获得奖励（Uplay上称为“行动”）。对此，育碧的董事长Yves Guillemot表示“成就越多，免费物资奖励越多”。
每部支持Uplay的游戏都会有四项行动可供完成并获取玩家点数奖励（Units）。每项行动可能授予玩家5、10、15、20、30或40个Units，它可以用于解锁游戏的相关奖励。Units并不与游戏本身进行绑定，这表明玩家在不同游戏里获得的奖励是可以用来解锁任意游戏的。

## 客户端
Uplay桌面客户端发布于2012年7月3日，取代了早期的育碧游戏启动器（Ubisoft Game Launcher）。桌面客户端连接着Uplay的货币和奖励功能，保证玩家的多平台数据管理与同步。Uplay客户端与Valve的Steam、美国艺电公司的Origin平台非常的相似，玩家可以线上购买游戏。
玩家需要有一个独立的Uplay账户，用于跨平台访问客户端以及登录育碧官网和论坛。已经有Uplay帐户，可直接登录Uplay客户端，否则客户端将提示玩家需要创建一个新的Uplay账户来使用Uplay。

### 数字版权管理
最初推出时，Windows平台上的Uplay需要玩家全程联网的情况下才能玩平台上的游戏。Uplay上的游戏在没有网络连接的情况下不会正常启动，玩家在游戏过程中掉线也会导致游戏跳出，并将游戏记录退回至最近存档。一些游戏，比如《刺客信条II》，发布了补丁，来保障玩家游戏过程中的确切位置能得以记录，以便游戏重新获取网络连接后角色能回到先前位置。该计划很快就在一次针对《猎杀潜航5：大西洋战役》的阻断服务攻击后停止，本次对育碧DRM服务器的攻击还造成了《刺客信条II》在数日里无法游玩。
强制要求全程联网的模式在2010年年底被悄悄删除，取而代之的是在启动过程中的单人验证模式。然而，全程联网模式在2011年发布的《极道车魂：旧金山》以及《灰烬》（From Dust）这两部游戏中回归 。育碧对后者甚至进行了声明，称游戏只需要一次性的在线激活安装。灰烬随后发布了修复补丁来移除全程联网的要求。
2012年9月，育碧的员工在接受采访时证实，未来不会再出现需要全程联网的育碧游戏。这个过程将由一次性在线验证激活的方法取代。但《飆酷車神》这款游戏还是需要全程联网来进行游戏。
某些育碧游戏需要一个在线密匙，通常被称为“Uplay通行证”来访问在线和多人游戏内容。2013年10月，育碧宣布将在未来游戏里停止其使用。这也导致了《刺客信条IV：黑旗》的通行证内容被立刻取消，玩家可以免费进行多人游戏。

### 有关Rootkit的指控
2012年7月，一位就职于谷歌公司的信息安全工程师Tavis Ormandy声称育碧的Uplay采用了Rootkit技术并存在着高风险。软件会强制安装一个浏览器插件来保证系统的接入。

## 评价
Uplay获得的评价大部分是负面的。Rock, Paper, Shotgun的编辑约翰·沃克称之为“技术上的灾难”，并指出随着《孤岛惊魂3》发售时出现的一系列问题导致游戏不能流畅运行，它必须离开市场。Ars Technica的职员Kyle Orland评价UPlay出现的技术漏洞和数字版权管理相关问题时认为其根本没有去尊重PC游戏社区。杰弗里·蒂姆，一位lazygamer.net网站的编辑，将支持UPlay的游戏称为其他方面都很优秀唯独此项“最差劲”的产品，尤其批评了它与Steam平台再购买后的运行问题。Giant Bomb的编辑Patrick Klepek给出了相同方向的批评，说育碧期望能运行一个自主销售平台，然而这个平台技术上没有给消费者提供便利，平台的运营策略也使玩家恼火，毫无吸引力。在GadgetReview上肖恩·桑德斯发布了一篇比较三大销售平台的文章，认为和Steam、Origin相比，UPlay占用了过多内存却提供了更少的特性。总结大众对其的评价，VG247的Brenna Hillier说,“Uplay是最不受欢迎的PC DRM系统其中的一个。你热切希望它死掉，从没成功过。”

## 引用
1. ↑  Jackson, Mike. . ComputersAndVideoGames.com. 10 November 2012  [12 November 2012]. （原始内容存档于2013-05-28）.
2. ↑  . Ubisoft.   [5 March 2015]. （原始内容存档于2015-11-19）.
3. ↑  . 3dmgame.com. 2025-04-11  [2025-04-13] （中文）.
4. ↑  Good, Owen. . Kotaku. 14 November 2009  [26 September 2010]. （原始内容存档于2012-08-06）.
5. ↑  .   [2017-02-15]. （原始内容存档于2017-12-01）.
6. ↑  .   [2017-02-15]. （原始内容存档于2013-12-17）.
7. ↑  Ben Kuchera. . ARS Technica. 18 February 2010  [2013-06-17]. （原始内容存档于2016-08-13）.
8. ↑  . Tomshardware.com. 5 March 2010  [2010-08-24]. （原始内容存档于2023-06-05）.
9. ↑  . Kotaku. 8 March 2010  [2013-06-17]. （原始内容存档于2018-11-26）.
10. ↑  . Kotaku. 8 March 2010  [2013-06-17]. （原始内容存档于2018-11-26）.
11. ↑  . Rock, Paper, Shotgun. 27 July 2011  [2013-06-17]. （原始内容存档于2021-01-25）.
12. ↑  . Rock, Paper, Shotgun. 18 August 2011  [2013-06-17]. （原始内容存档于2011-10-09）.
13. ↑  Ben Gilbert. . Joystiq. 9 September 2011  [2013-06-17]. （原始内容存档于2013-03-27）.
14. ↑  . Rock, Paper, Shotgun. 5 September 2012  [2013-06-17]. （原始内容存档于2021-01-04）.
15. ↑  . IGN.   [4 December 2013]. （原始内容存档于2015-07-03）.
16. ↑  Adrian Kingsley Hughes. . forbes.com. 30 September 2012  [2013-06-17]. （原始内容存档于2020-11-11）.
17. ↑  Alec Meer. . rockpapershotgun. 30 July 2012  [2016-12-07]. （原始内容存档于2020-12-21）.
18. ↑  John Walker. . Rock Paper Shotgun. November 30, 2012  [2015-09-03]. （原始内容存档于2021-01-18）.
19. ↑  Kyle Orland. . Ars Technica. Nov 7, 2014  [2015-09-03]. （原始内容存档于2015-08-19）.
20. ↑  Geoffrey Tim. . lazygamer.net.   [2015-09-03]. （原始内容存档于2016-12-25）.
21. ↑  Patrick Klepek. . Giant Bomb. November 18, 2014  [2015-09-03]. （原始内容存档于2021-10-11）.
22. ↑  Shawn Sanders. . gadgetreview.com. November 6, 2013  [2015-09-03]. （原始内容存档于2015-08-28）.
23. ↑  Brenna Hillier. . VG247. 2 July 2014  [2015-09-03]. （原始内容存档于2021-05-05）.